# فومیمینوگلوتامیک اسید
فومیمینوگلوتامیک اسید (به انگلیسی: Formiminoglutamic acid) یک ترکیب شیمیایی با شناسه پاب‌کم ۹۰۹ است. که جرم مولی آن ۱۷۴٫۱۵۵ g/mol می‌باشد.